# Kiyoshi Shiga
Kiyoshi Shiga (志賀 潔, Shiga Kiyoshi), född 7 februari 1871 i Sendai, död 25 januari 1951, var en japansk läkare och bakteriolog. Shiga är känd för upptäckten av bakterien Shigella (som även bär hans namn), som kan ge upphov till dysenteri.